# Adventures of Lolo 2
Adventures of Lolo 2 è un videogioco rompicapo pubblicato da HAL Laboratory per Nintendo Entertainment System nel 1990.
All'interno della serie Eggerland è il seguito di Adventures of Lolo e il predecessore di Adventures of Lolo 3 sempre per NES.
L'edizione giapponese è intitolata Adventures of Lolo (sottotitolato アドベンチャーズ オブ ロロ?) dato che il primo titolo era uscito solo in Occidente.
Sostanzialmente ha lo stesso funzionamento del gioco precedente, ma con nuovi livelli e poche migliorie grafiche. L'edizione giapponese e quella in inglese destinata all'Occidente hanno in gran parte livelli differenti.
Emulazioni del gioco NES sono uscite per diverse console Nintendo più moderne tramite Virtual Console.